# 치즈빵

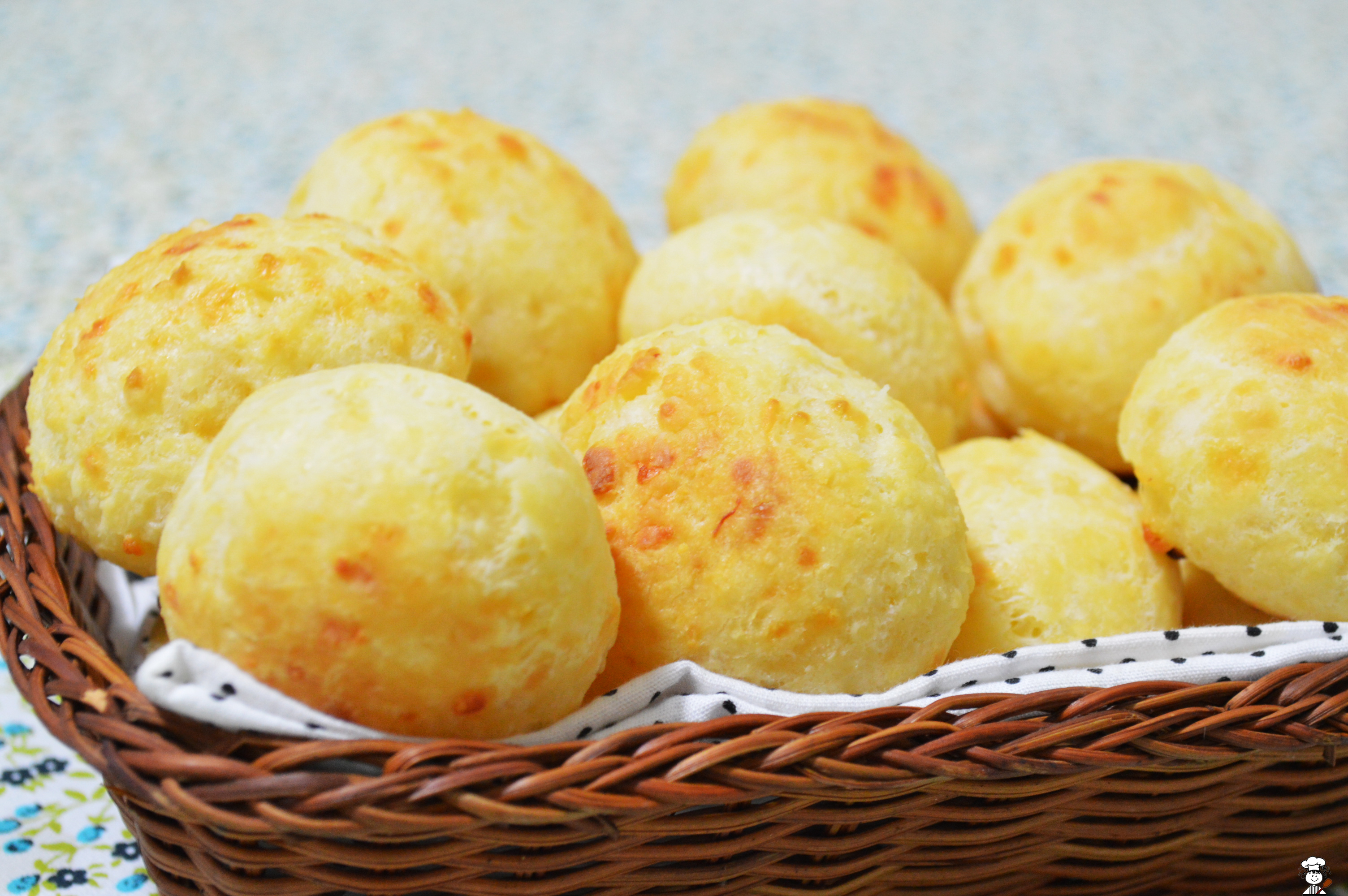
팡 지 케이주

치즈빵(cheese+pão)은 라틴아메리카에서 즐겨 먹는, 치즈를 넣은 작은 번 또는 롤빵이다. 카사바녹말이나 옥수수녹말과 치즈를 섞어 만든다.
- 시파(chipa) – 파라과이, 브라질
- 알모하바나(almojábana) – 콜롬비아, 파나마, 푸에르토리코
- 치파(chipá) – 아르헨티나
- 쿠냐페(cuñapé) – 볼리비아
- 판 데 보노(pan de bono) – 콜롬비아
- 판 데 유카(pan de yuca) – 에콰도르, 콜롬비아
- 판 데 케소(pan de queso) – 콜롬비아
- 팡 지 케이주(pão de queijo) – 브라질

## 사진

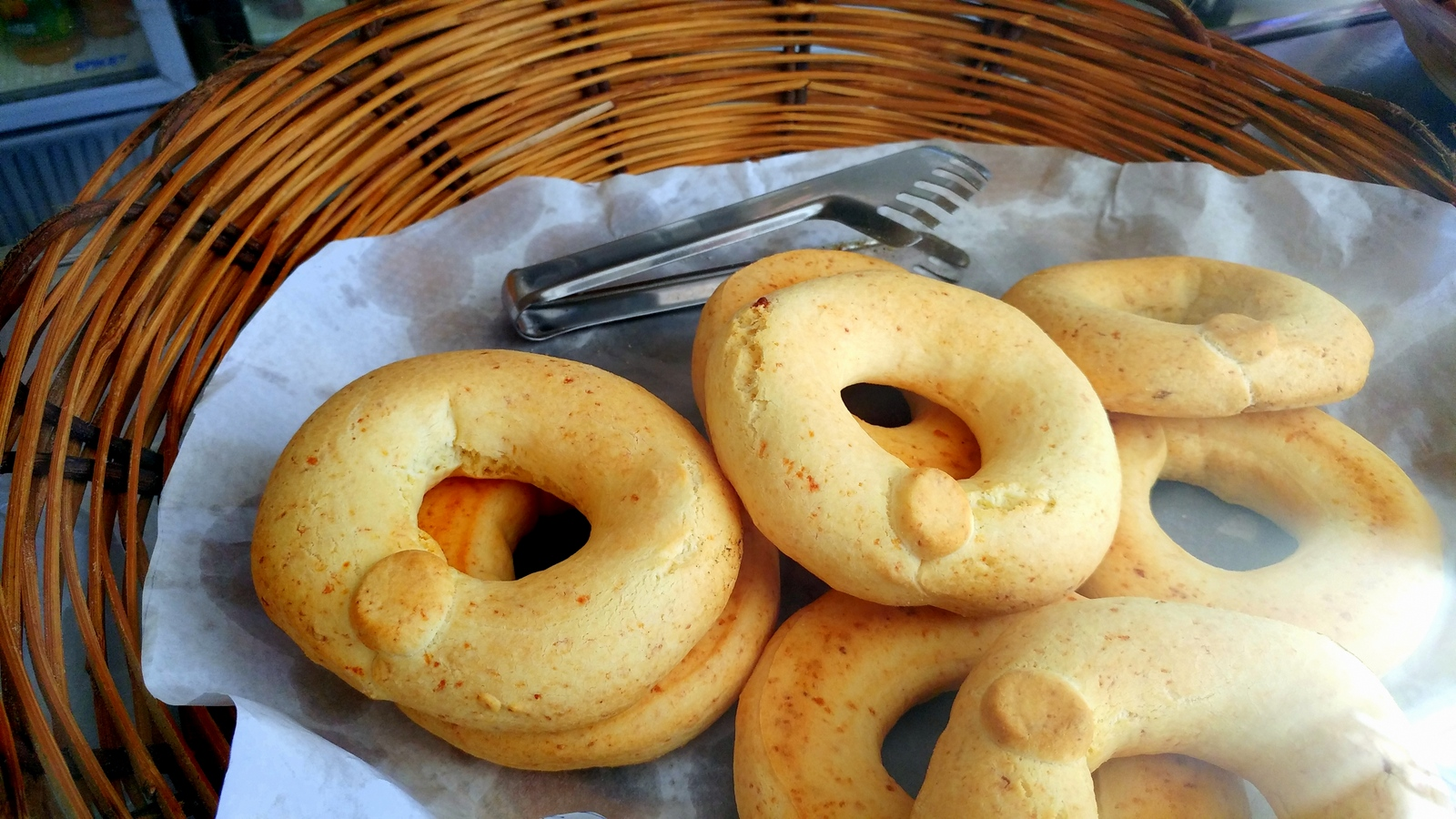
시파
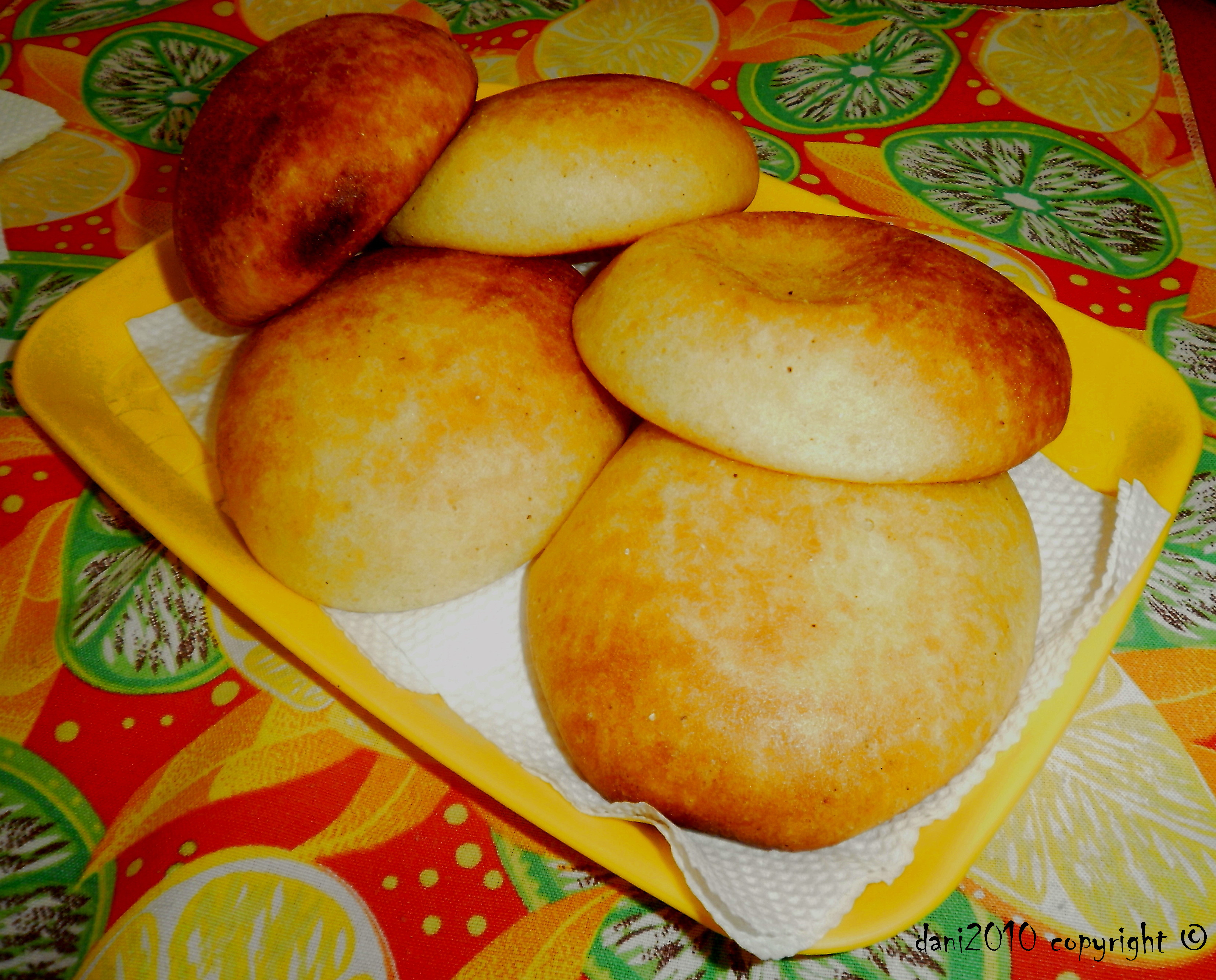
알모하바나
치파
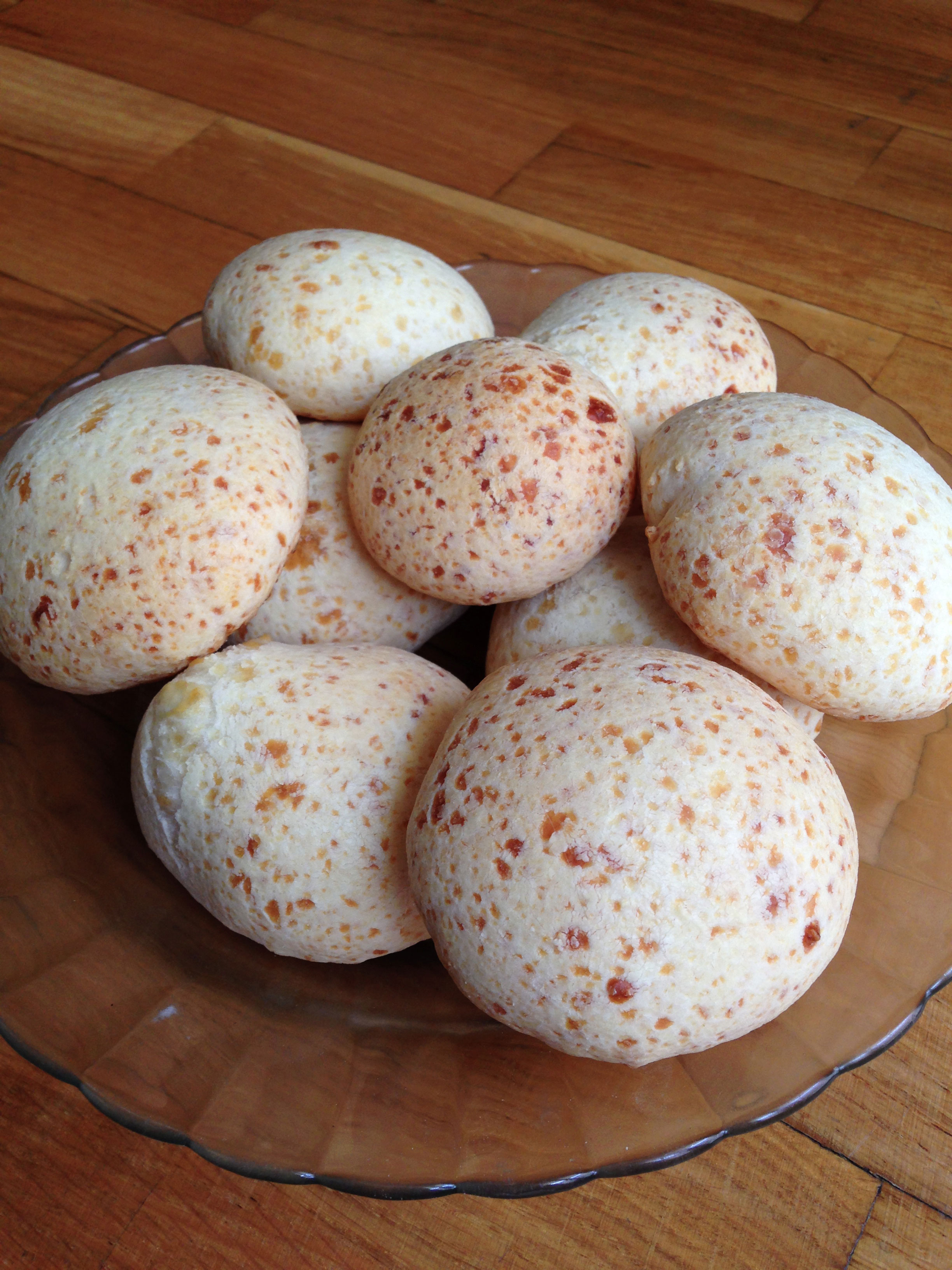
쿠냐페
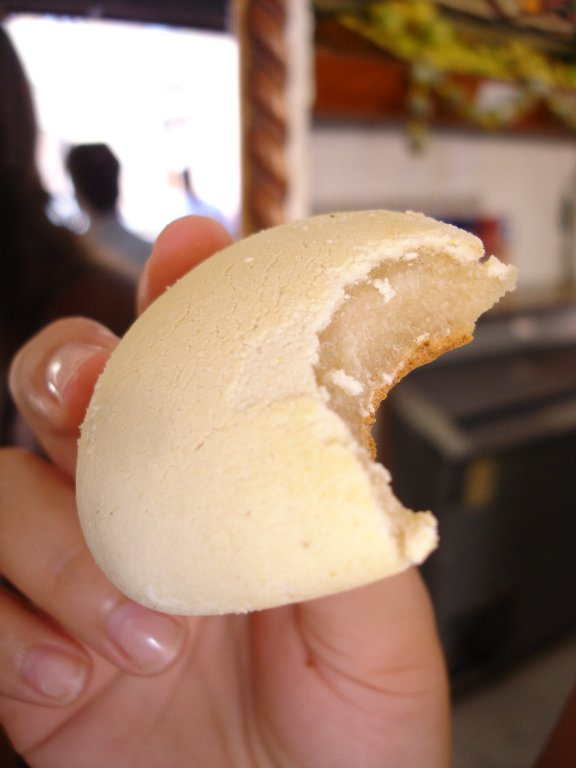
판 데 보노
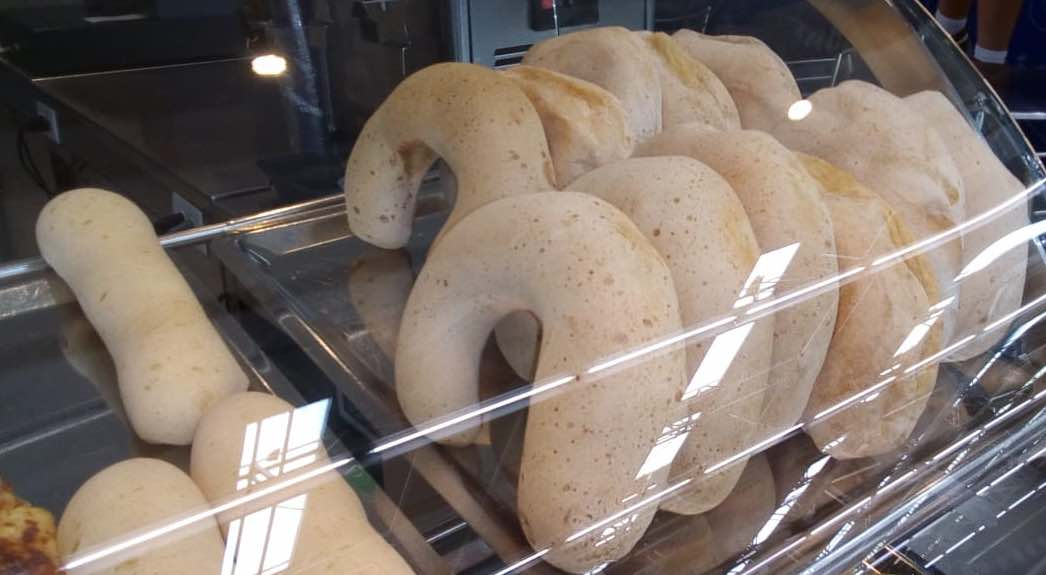
판 데 유카
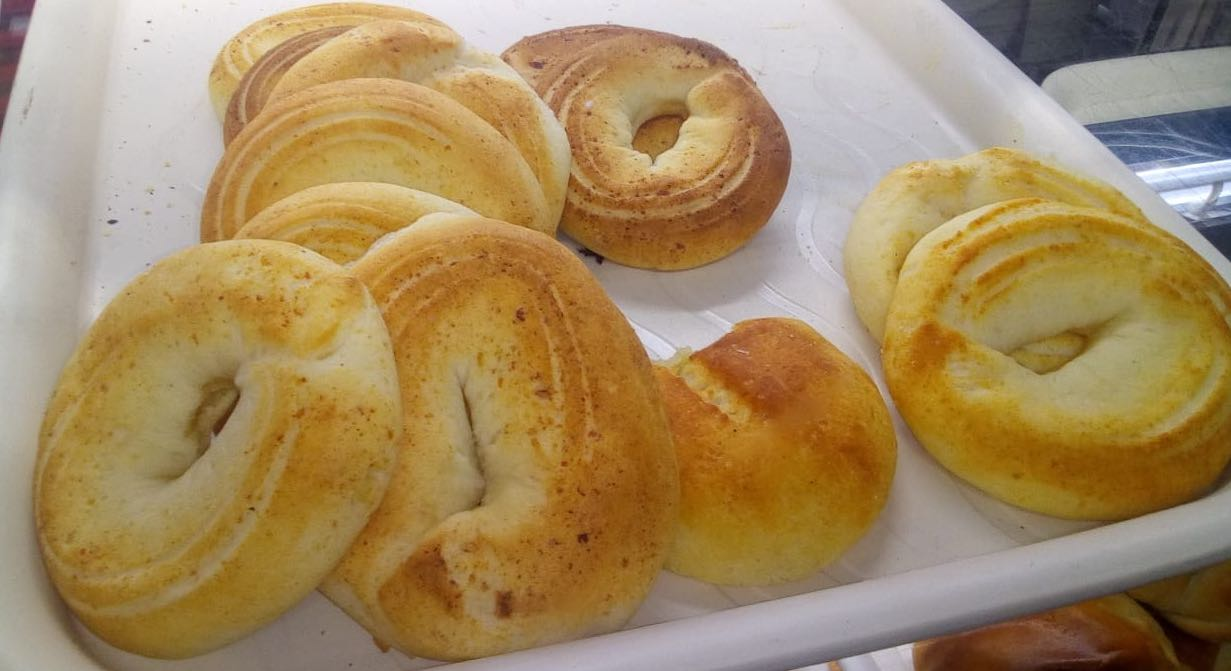
판 데 케소
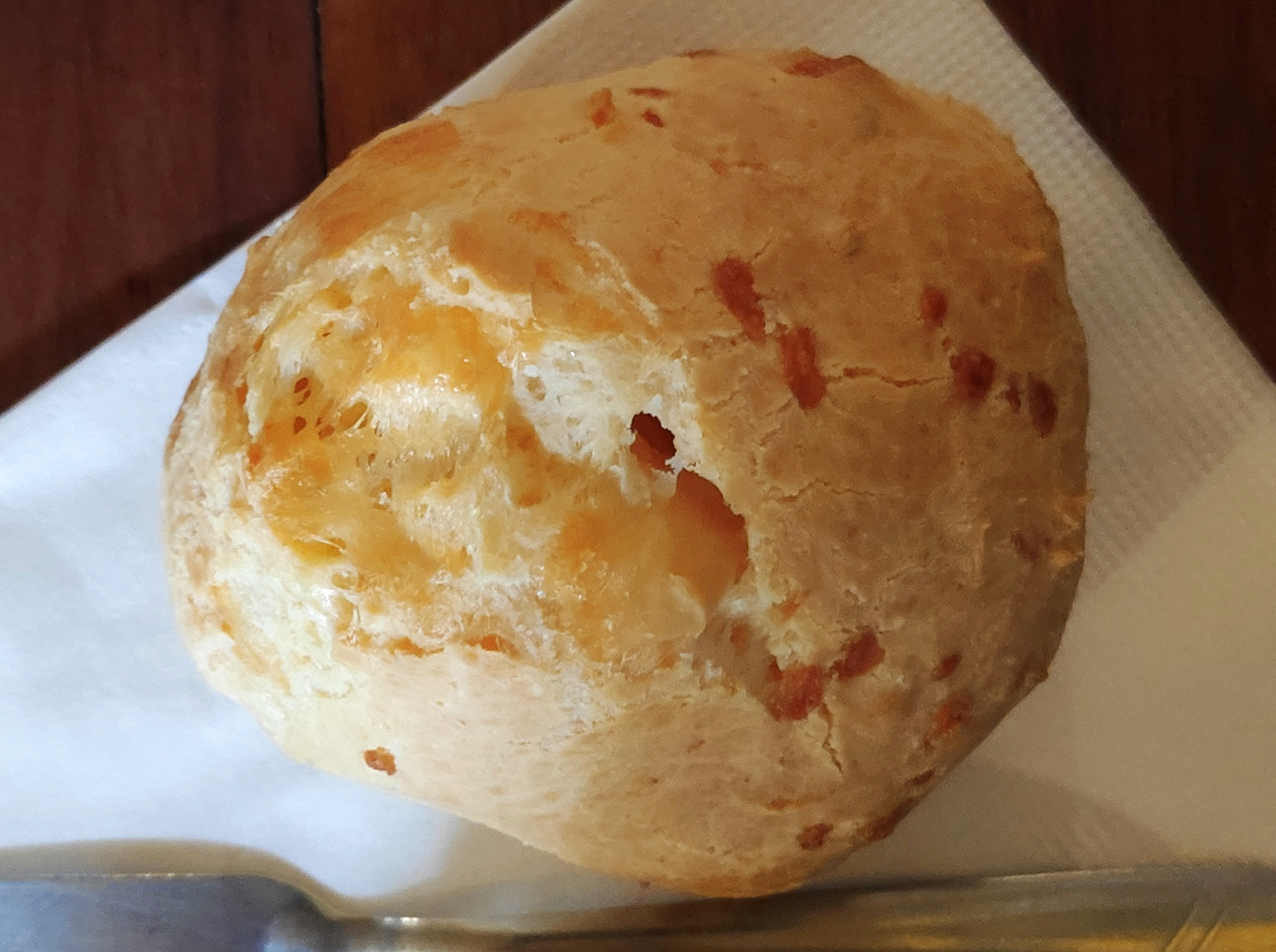
팡 지 케이주

## 같이 보기
- 구제르
- 깨찰빵